# ペチュニア
ペチュニア（学名：Petunia）とは、南米原産のナス科ペチュニア属に属する草本の総称。また、同属の種のひとつ、学名Petunia x hybrida（和名：ツクバネアサガオ、衝羽根朝顔）のこと。園芸植物として花が観賞される。
属名のPetuniaは、ブラジル先住民の言語で「たばこ」の意味。ペチュニア属が同じナス科のタバコ属（Nicotiana）と近縁であることによる。種小名のhybrida（ハイブリッド）は「雑種・交配種」の意味。庭園で見かけるペチュニアのほとんどはこのハイブリッドによる品種である。命名者はアントワーヌ・ローラン・ド・ジュシュー。
本記事では、特に断らない限りPetunia x hybridaを説明する。

## 概要
原産地は南米である。1767年にフランスのコンメルソンがウルグアイで本種の白花を発見したのがヨーロッパに伝わったはじめである。その後、1831年にはブラジルから赤紫の花がヨーロッパにもたらされた。両者は交配され、それが現在のペチュニアの元となった「ペチュニア・ヴィオラセラ」である。
その後、一層に品種改良が加えられ、花の大きさは大輪、中輪、小輪、花の色は赤、赤紫、紫、青紫、白、白黄、白青、桃など多彩で、農林省農事試験場の寺尾博と禹長春によって八重咲きのものが作出されるなど、花容がバラエティに富むものになった。また。当初は草丈が高く、花数が少なかったものも、匍匐性で、花数が多いものになった。寺尾らの研究を引き継ぎ、1931年にサカタのタネ創業者の坂田武雄が完全八重咲きペチュニア「ビクトリアスミックス」を開発し、種の輸出で成功をおさめた（坂田武雄#ペチュニア）。

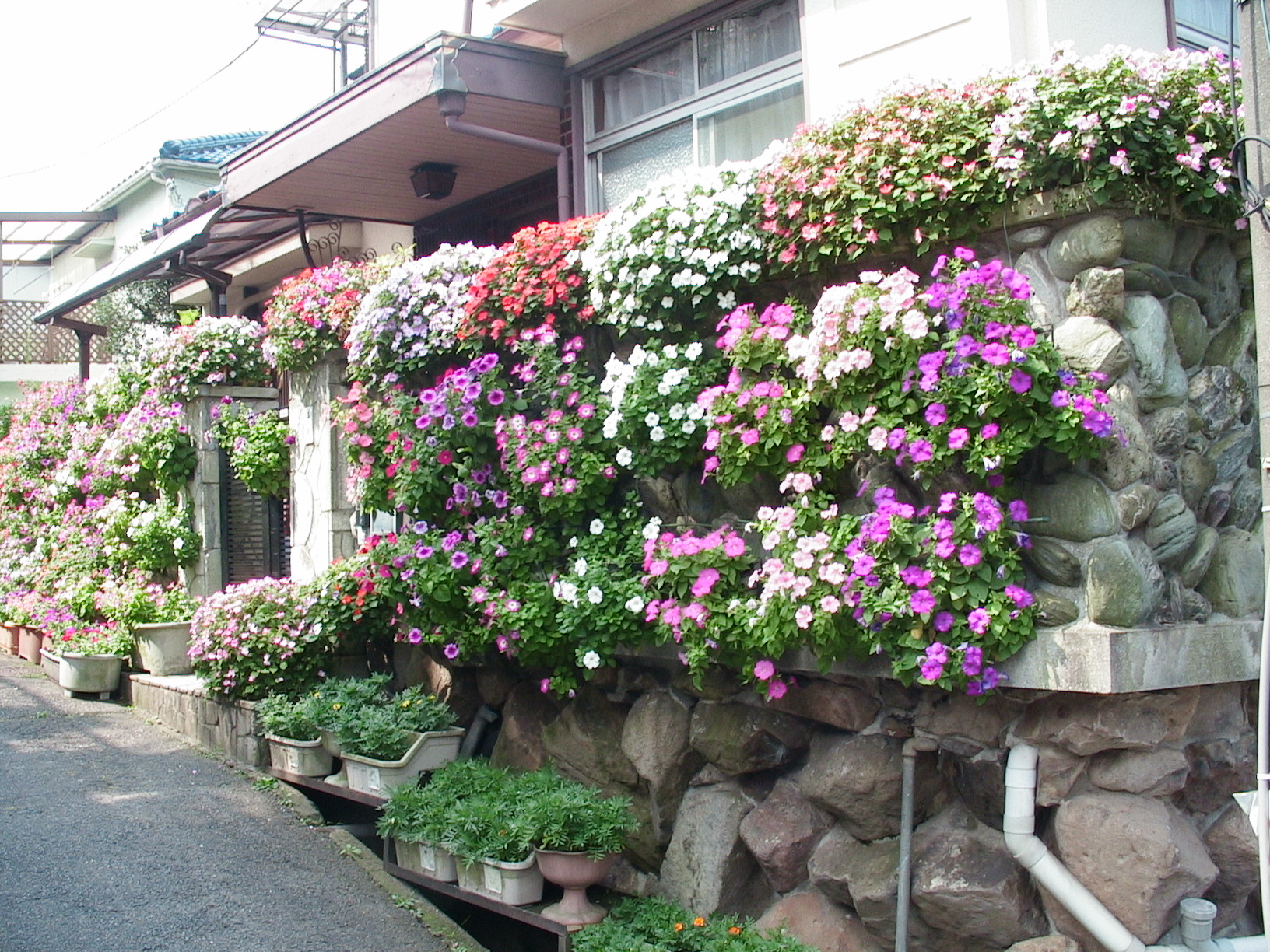
塀いっぱいをペチュニアで飾った日本の民家（神戸市長田区）

日本には「ツクバネアサガオ」の名称で渡来し、寒さに弱いため園芸上では専ら一年草として扱われた。雨で育成不良や、枯れる事が多々あることから人気は今ひとつだったが、サントリーが日本の気候に適応できるよう、品種改良した「サフィニア」を出してから、人気が高まり、園芸各社で品種改良の競争が進み、一層の多様性を深めている。現在では、特に日本において、品種改良の競争がもっとも激しいと言われる種である。
葉は茎の上部で対生、下部で互生し、柄は殆どない。

## ツクバネアサガオ
ツクバネアサガオ（学名: Petunia x hybrida）は、ペチュニア属の多年草の一つ。南米原産の P. axillaris と P. violacea の交配種とされ、日本ではペチュニアの名で栽培される。
茎は直立または斜めに立ち上がって、草丈30 - 60センチメートル (cm) になり、全体に軟らかい腺毛が生える。葉は下方では葉柄があるが、上方の葉では柄がなく、質は柔らかく鋸歯がない。花は長い柄がついて、花冠はロート形で浅く5裂し、筒内面に黒紫色の網目紋がある。
花期は春から秋にかけて。花色は紅色、淡紅色、紫色、白色など変化が多い。雄蕊は5個で花筒の内側につき、雌蕊は1個で花柱が長く、柱頭部に向かい太くなる。大輪や八重咲きなどの改良品種もある。果実（蒴果）は卵形で残存する萼に包まれる。果実が熟すと2片に割れて、中から多くの微細な褐色の種子が撒布される。

## 育てかた

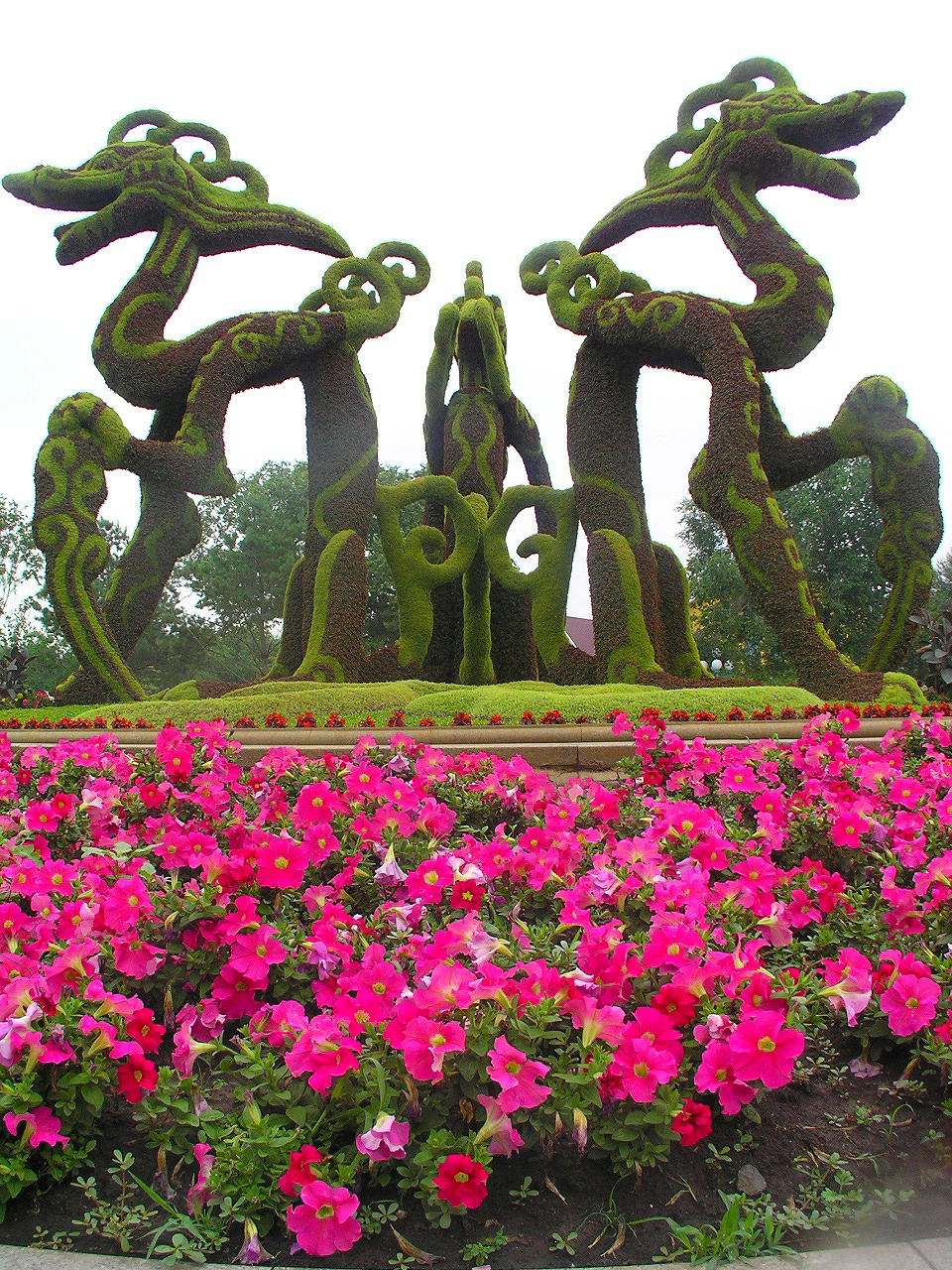
公園の花壇に植えられたペチュニア（中国ハルビン市「太陽島公園」）

種まきは4月～5月、開花期は4月10月である。咲いた花が枯れた場合は、同じ株の茎に育っている蕾が開花し、株としては4月～10月まで花が咲き続ける。10月～11月に株は枯れる。タネは非常に細かく、指でつまむと潰れてしまうほどなので、5～6寸の浅鉢に培養土を入れ、上の部分は細かいバーミキュライトか川砂にしておく。タネは古いはがきをＶ字形に折り、それにあけて、タネをのせたはがきの下の稜を下から人差し指で軽くたたいて落とすと、まきやすい。覆土はせず、鉢の下に受け皿をあてがって吸水させる。本葉が出てきたらポットに移し、後は様子を見て花壇に定植するか、鉢やプランターに植え付ける。なれない人では種まきがやや難しいが、苗にしてしまえば、今の品種は比較的強健な一代交配種が多いので、比較的育てやすい。

## 栽培上での注意事項
生育初期はアブラムシがつくことがある。樹勢が衰えるので対策を講じるのがよい。
またペチュニアの花は大変雨に弱い。花片が切れたり、酸性雨の影響で咲いている花に染みが出来たり、変色してしまうことがある。
高温多湿の時期は葉が混みいっていると、下の方の葉が枯れたり、最悪の場合株全体が枯れてしまうことがある。
梅雨前に一度切り戻しを行うことで多少発生を減らすことが可能である。

## ギャラリー
- バラと寄せ植えされたペチュニア